# Wasserball-Weltmeisterschaften 2007
Die Wasserball-Weltmeisterschaften 2007 fand im Rahmen der Schwimmweltmeisterschaften 2007 in Melbourne vom 19. März bis zum 1. April statt. Die insgesamt 96 Spiele (je 48 bei den Männern und den Frauen) wurden im Melbourne Sports and Aquatic Centre ausgetragen.

## Männer
Am Wettbewerb der Männer nahmen 16 Mannschaften teil.

### Gruppe A
Spielplan
| Japan       | – | Italien     | 06 : 20 |
| Deutschland | – | Serbien     | 07 : 11 |
| Japan       | – | Deutschland | 07 : 17 |
| Serbien     | – | Italien     | 06 : 03 |
| Japan       | – | Serbien     | 03 : 18 |
| Deutschland | – | Italien     | 03 : 08 |

Tabelle
| RF | Team        | Sp | Sg | Un | NL | Tore  | TD  | Pkte. |
| -- | ----------- | -- | -- | -- | -- | ----- | --- | ----- |
| 1  | Serbien     | 3  | 3  | 0  | 0  | 35:13 | +22 | 6     |
| 2  | Italien     | 3  | 2  | 0  | 1  | 31:15 | +16 | 4     |
| 3  | Deutschland | 3  | 1  | 0  | 2  | 27:26 | +1  | 2     |
| 4  | Japan       | 3  | 0  | 0  | 3  | 16:55 | −39 | 0     |

### Gruppe B
Spielplan
| Kroatien           | – | Südafrika          | 13 : 05 |
| Australien         | – | Vereinigte Staaten | 03 : 09 |
| Vereinigte Staaten | – | Südafrika          | 14 : 04 |
| Kroatien           | – | Australien         | 10 : 09 |
| Kroatien           | – | Vereinigte Staaten | 10 : 08 |
| Australien         | – | Südafrika          | 12 : 06 |

Tabelle
| RF | Team               | Sp | Sg | Un | NL | Tore  | TD  | Pkte. |
| -- | ------------------ | -- | -- | -- | -- | ----- | --- | ----- |
| 1  | Kroatien           | 3  | 3  | 0  | 0  | 33:22 | +11 | 6     |
| 2  | Vereinigte Staaten | 3  | 2  | 0  | 1  | 31:17 | +14 | 4     |
| 3  | Australien         | 3  | 1  | 0  | 2  | 24:25 | −1  | 2     |
| 4  | Südafrika          | 3  | 0  | 0  | 3  | 15:39 | −24 | 0     |

### Gruppe C
Spielplan
| China        | – | Spanien      | 04 : 15 |
| Griechenland | – | Russland     | 10 : 07 |
| Russland     | – | Spanien      | 08 : 12 |
| China        | – | Griechenland | 05 : 11 |
| China        | – | Russland     | 06 : 11 |
| Griechenland | – | Spanien      | 07 : 08 |

Tabelle
| RF | Team                | Sp | Sg | Un | NL | Tore  | TD  | Pkte. |
| -- | ------------------- | -- | -- | -- | -- | ----- | --- | ----- |
| 1  | Spanien             | 3  | 3  | 0  | 0  | 35:19 | +16 | 6     |
| 2  | Griechenland        | 3  | 2  | 0  | 1  | 28:20 | +8  | 4     |
| 3  | Russland            | 3  | 1  | 0  | 2  | 26:28 | −2  | 2     |
| 4  | Volksrepublik China | 3  | 0  | 0  | 3  | 15:37 | −22 | 0     |

### Gruppe D
Spielplan
| Kanada     | – | Rumänien   | 09 : 08 |
| Ungarn     | – | Neuseeland | 21 : 05 |
| Neuseeland | – | Rumänien   | 04 : 18 |
| Kanada     | – | Ungarn     | 03 : 19 |
| Kanada     | – | Neuseeland | 12 : 08 |
| Ungarn     | – | Rumänien   | 11 : 09 |

Tabelle
| RF | Team       | Sp | Sg | Un | NL | Tore  | TD  | Pkte. |
| -- | ---------- | -- | -- | -- | -- | ----- | --- | ----- |
| 1  | Ungarn     | 3  | 3  | 0  | 0  | 51:17 | +34 | 6     |
| 2  | Kanada     | 3  | 2  | 0  | 1  | 24:35 | −11 | 4     |
| 3  | Rumänien   | 3  | 1  | 0  | 2  | 35:24 | +11 | 2     |
| 4  | Neuseeland | 3  | 0  | 0  | 3  | 17:51 | −34 | 0     |

### Platzierungsspiele (Platz 13–16)
Die jeweils Letztplatzierten der Gruppenspiele spielen die Plätze 13 bis 16 aus.
| Qualifikation     |   |            |         |
| Japan             | – | Südafrika  | 07 : 09 |
| China             | – | Neuseeland | 11 : 08 |
| Spiel um Platz 15 |   |            |         |
| Japan             | – | Neuseeland | 09 : 10 |
| Spiel um Platz 13 |   |            |         |
| Südafrika         | – | China      | 12 : 13 |

### Qualifikation zum Viertelfinale
Die Qualifikation wurde von den Gruppenzweiten und -dritten ausgetragen.
| Deutschland  | – | Vereinigte Staaten | 06 : 03 |
| Griechenland | – | Rumänien           | 08 : 07 |
| Russland     | – | Kanada             | 17 : 13 |
| Italien      | – | Australien         | 12 : 11 |

Damit haben sich die Gewinner der Begegnungen für das Viertelfinale qualifiziert. Die Verlierer spielen um Platz neun bis zwölf.

### Platzierungsspiele (Platz 9–12)
Die Platzierungen wurden unter den Verlierern der Viertelfinal-Qualifikation ausgespielt.
| Qualifikation      |   |                    |         |
| Vereinigte Staaten | – | Kanada             | 16 : 11 |
| Australien         | – | Rumänien           | 15 : 09 |
| Spiel um Platz 11  |   |                    |         |
| Rumänien           | – | Kanada             | 15 : 13 |
| Spiel um Platz 9   |   |                    |         |
| Australien         | – | Vereinigte Staaten | 09 : 10 |

### Viertelfinale
Die Viertelfinals wurden zwischen den Gruppenersten und den Siegern der Viertelfinal-Qualifikation ausgetragen.
| Serbien  | – | Griechenland | 08 : 03 |
| Kroatien | – | Russland     | 13 : 03 |
| Spanien  | – | Italien      | 07 : 05 |
| Ungarn   | – | Deutschland  | 13 : 06 |

### Platzierungsspiele (Platz 5–8)
Die Platzierungen wurden unter den Verlierern der Viertelfinals ausgespielt.
| Qualifikation    |   |             |               |
| Griechenland     | – | Russland    | 09 : 08       |
| Italien          | – | Deutschland | 06 : 05       |
| Spiel um Platz 7 |   |             |               |
| Russland         | – | Deutschland | 11 : 08       |
| Spiel um Platz 5 |   |             |               |
| Griechenland     | – | Italien     | 15 : 16 n. P. |

- n. P.: nach Penalty-Werfen

### Halbfinale
| Serbien | – | Kroatien | 07 : 10 |
| Spanien | – | Ungarn   | 11 : 12 |

### Finals
| Spiel um Platz 3 |   |         |               |
| Serbien          | – | Spanien | 17 : 18 n. P. |
| Finale           |   |         |               |
| Kroatien         | – | Ungarn  | 09 : 08 n. V. |

- n. V.: nach Verlängerung
- n. P.: nach Penalty-Werfen

### Platzierungstabelle
| Platz | Land                | Athleten | Trainer            |
| ----- | ------------------- | --- | ------------------ |
| 1     | Kroatien            | Samir Barač, Miho Bošković, Damir Burić, Andro Bušlje, Teo Đogaš, Igor Hinić, Maro Joković, Aljoša Kunac, Pavo Marković, Josip Pavić, Mile Smodlaka, Frano Vićan, Zdeslav Vrdoljak                                                                                        | Ratko Rudić        |
| 2     | Ungarn              | Tibor Benedek, Péter Biros, Rajmund Fodor, Tamás Kásás, Gábor Kis, Gergely Kiss, Norbert Madaras, Tamás Molnár, Viktor Nagy, Zoltán Szécsi, Márton Szivós, Dániel Varga, Dénes Varga                                                                                      | Dénes Kemény       |
| 3     | Spanien             | Iñaki Aguilar, Ángel Luis Andreo, Iván Gallego, Mario García, Xavier García, David Martin, Marc Minguell, Guillermo Molina, Iván Pérez, Felipe Perrone, Ricardo Perrone, Svilen Piralkov, Xavier Vallès                                                                   | Rafael Aguilar     |
| 4     | Serbien             | Aleksandar Ćirić, Filip Filipović, Živko Gocić, Danilo Ikodinović, Miloš Korolija, Slobodan Nikić, Andrija Prlainović, Aleksandar Šapić, Dejan Savić, Denis Šefik, Slobodan Soro, Vanja Udovičić, Vladimir Vujašinović                                                    | Dejan Udovičić     |
| 5     | Italien             | Fabio Bencivenga, Fabrizio Buonocore, Alessandro Calcaterra, Luigi Di Costanzo, Maurizio Felugo, Goran Fiorentini, Andrea Scotti Galletta, Alex Gioretti, Federico Mistrangelo, Francesco Postiglione, Valerio Rizzo, Stefano Tempesti, Fabio Violetti                    | Paolo Malara       |
| 6     | Griechenland        | Christos Afroudakis, Georgios Afroudakis, Theodoros Chatzitheodorou, Nikolaos Deligiannis, Konstantinos Kokkinakis, Dimitrios Mazis, Dimitrios Miteloudis, Emmanouil Mylonakis, Georgios Ntoskas, Georgios Reppas, Stefanos Santa, Anastasios Schizas, Antonios Vlontakis | Alesandro Campagna |
| 7     | Russland            | Alexei Agarkow, Alexander Aksenow, Roman Balaschow, Alexander Erischow, Sergei Garbuzow, Juri Jatzew, Sergei Jewstignejew, Witali Jurschik, Sergei Lisunow, Igor Rastorgujew, Dimitri Stratan, Wladimir Uschakow, Marat Sakirow                                           | Boris Popow        |
| 8     | Deutschland         | Steffen Dierolf, Lukasz Kieloch, Tobias Kreuzmann, Sören Mackeben, Florian Naroska, Heiko Nossek, Moritz Oeler, Marc Politze, Marko Savic, Thomas Schertwitis, Andreas Schlotterbeck, Alexander Tchigir, Michael Zellmer                                                  | Hagen Stamm        |
| 9     | Vereinigte Staaten  | Brian Alexander, Tony Azevedo, Ryan Bailey, Dreason Barry, Layne Beaubien, Genai Kerr, Rick Merlo, Merrill Moses, Jeff Powers, Jesse Smith, Peter Varellas, Kevin Witt, Adam Wright                                                                                       | Richard Azevedo    |
| 10    | Australien          | Jamie Beadsworth, John Cotterill, Pietro Figlioli, Trent Franklin, Robert Maitland, Daniel Marsden, Anthony Martin, Samuel McGregor, Timothy Neesham, James Stanton, Laurie Trettel, Thomas Whalan, Gavin Woods                                                           | David Neesham      |
| 11    | Rumänien            | Florin Bonca, Andrei Busila, Edward Dina Andrei, Gheorghe Dunca, George Georgescu, Ramiro Georgescu, Andrei Iosep, Kalman Kadar, Alexandru Matei, Tiberiu Negrean, Bertini Nenciu, Cosmin Alexandru Radu, Dragoş Constantin Stoenescu                                     | Vlad Hagiu         |
| 12    | Kanada              | Aaron Feltham, Kevin Graham, Brandon Jung, Constantine Kudaba, Thomas Marks, Nathaniel Miller, Noah Miller, Kevin Mitchell, Robin Randall, Jonathan Ruse, Jean Sayegh, Daniel Stein, Nicolas Youngblud                                                                    | Dragan Jovanović   |
| 13    | Volksrepublik China | Li Bin, Tan Feihu, Ma Jianjun, Li Jun, Xie Junmin, Yu Lijun, Ge Weiqing, Wang Yang, Wang Yong, Qiu Yuanzhong, Han Zhidong, Wu Zhiyu, Liang Zhongxing | Wany Min Hui       |
| 14    | Südafrika           | Ryan Bell, Wayne Cowden, João Marco de Carvalho, Rick Diesel, Dwayne Flatscher, Adam Kajee, Marvyn Kilian, Etienne Le Roux, Karl Niehaus, Kevin O’Brien, Alastair Stewart, Donn Stewart, Duncan Woods                                                                     | Vladimir Trinić    |
| 15    | Neuseeland          | Zoltán Boros, Christopher Broome, David Broome, Richard Claridge, Timothy Grace, Nicholas Grieve, John Love, Matthew Payne, Ben Tait, Lachlan Tijsen, Rob Tindall, Jacques Venter, Shaun Venter                                                                           | Davor Carević      |
| 16    | Japan               | Kan Aoyagi, Tomonaga Eguchi, Yasuhiro Haraguchi, Hiroshi Hoshiai, Koji Kobayashi, Atsushi Naganuma, Satoshi Nagata, Naofumi Nishikakoi, Hitoshi Oshima, Shoichi Sakamoto, Taichi Sato, Yoshinori Shiota, Koji Tanaka                                                      | Takahisa Minami    |

## Frauen
Am Wettbewerb der Frauen nahmen 16 Teams teil.

### Gruppe A
Spielplan
| China       | – | Spanien     | 07 : 15 |
| Russland    | – | Deutschland | 18 : 11 |
| China       | – | Russland    | 08 : 16 |
| Deutschland | – | Spanien     | 06 : 15 |
| China       | – | Deutschland | 04 : 11 |
| Russland    | – | Spanien     | 12 : 07 |

Tabelle
| RF | Team                | Sp | Sg | Un | NL | Tore  | TD  | Pkte. |
| -- | ------------------- | -- | -- | -- | -- | ----- | --- | ----- |
| 1  | Russland            | 3  | 3  | 0  | 0  | 46:26 | +20 | 6     |
| 2  | Spanien             | 3  | 2  | 0  | 1  | 37:25 | +12 | 4     |
| 3  | Deutschland         | 3  | 1  | 0  | 2  | 28:37 | −9  | 2     |
| 4  | Volksrepublik China | 3  | 0  | 0  | 3  | 19:42 | −23 | 0     |

### Gruppe B
Spielplan
| Brasilien   | – | Puerto Rico | 13 : 02 |
| Kanada      | – | Australien  | 04 : 05 |
| Kanada      | – | Brasilien   | 06 : 03 |
| Puerto Rico | – | Australien  | 01 : 26 |
| Kanada      | – | Puerto Rico | 13 : 04 |
| Brasilien   | – | Australien  | 03 : 11 |

Tabelle
| RF | Team        | Sp | Sg | Un | NL | Tore  | TD  | Pkte. |
| -- | ----------- | -- | -- | -- | -- | ----- | --- | ----- |
| 1  | Australien  | 3  | 3  | 0  | 0  | 42:8  | +34 | 6     |
| 2  | Kanada      | 3  | 2  | 0  | 1  | 23:12 | +11 | 4     |
| 3  | Brasilien   | 3  | 1  | 0  | 2  | 19:19 | ±0  | 2     |
| 4  | Puerto Rico | 3  | 0  | 0  | 3  | 7:52  | −45 | 0     |

### Gruppe C
Spielplan
| Griechenland       | – | Kasachstan         | 11 : 05 |
| Niederlande        | – | Vereinigte Staaten | 07 : 09 |
| Vereinigte Staaten | – | Kasachstan         | 13 : 05 |
| Griechenland       | – | Niederlande        | 14 : 07 |
| Griechenland       | – | Vereinigte Staaten | 06 : 08 |
| Niederlande        | – | Kasachstan         | 14 : 07 |

Tabelle
| RF | Team               | Sp | Sg | Un | NL | Tore  | TD  | Pkte. |
| -- | ------------------ | -- | -- | -- | -- | ----- | --- | ----- |
| 1  | Vereinigte Staaten | 3  | 3  | 0  | 0  | 30:18 | +12 | 6     |
| 2  | Griechenland       | 3  | 2  | 0  | 1  | 31:22 | +11 | 4     |
| 3  | Niederlande        | 3  | 1  | 0  | 2  | 28:30 | −2  | 2     |
| 4  | Kasachstan         | 3  | 0  | 0  | 3  | 17:38 | −21 | 0     |

### Gruppe D
Spielplan
| Kuba    | – | Neuseeland | 0 7 : 07 |
| Italien | – | Ungarn     | 08 : 08  |
| Ungarn  | – | Neuseeland | 17 : 07  |
| Kuba    | – | Italien    | 05 : 17  |
| Kuba    | – | Ungarn     | 04 : 19  |
| Italien | – | Neuseeland | 21 : 09  |

Tabelle
| RF | Team       | Sp | Sg | Un | NL | Tore  | TD  | Pkte. |
| -- | ---------- | -- | -- | -- | -- | ----- | --- | ----- |
| 1  | Ungarn     | 3  | 2  | 1  | 0  | 44:19 | +25 | 5     |
| 2  | Italien    | 3  | 2  | 1  | 0  | 46:22 | +24 | 5     |
| 3  | Neuseeland | 3  | 0  | 1  | 2  | 23:45 | −22 | 1     |
| 4  | Kuba       | 3  | 0  | 1  | 2  | 16:43 | −27 | 1     |

### Platzierungsspiele (Platz 13–16)
Die jeweils Letztplatzierten der Gruppenspiele spielen die Plätze 13 bis 16 aus.
| Qualifikation     |   |             |         |
| China             | – | Puerto Rico | 12 : 04 |
| Kasachstan        | – | Kuba        | 10 : 07 |
| Spiel um Platz 15 |   |             |         |
| Puerto Rico       | – | Kuba        | 09 : 11 |
| Spiel um Platz 13 |   |             |         |
| China             | – | Kasachstan  | 09 : 12 |

### Qualifikation zum Viertelfinale
Die Qualifikation wurde von den Gruppenzweiten und -dritten ausgetragen.
| Spanien      | – | Brasilien  | 13 : 09 |
| Deutschland  | – | Kanada     | 10 : 14 |
| Griechenland | – | Neuseeland | 09 : 05 |
| Niederlande  | – | Italien    | 06 : 07 |

Damit haben sich die Gewinner der Begegnungen für das Viertelfinale qualifiziert. Die Verlierer spielen um Platz neun bis zwölf.

### Platzierungsspiele (Platz 9–12)
Die Platzierungen wurden unter den Verlierern der Viertelfinal-Qualifikation ausgespielt.
| Qualifikation     |   |             |         |
| Brasilien         | – | Neuseeland  | 14 : 07 |
| Deutschland       | – | Niederlande | 06 : 08 |
| Spiel um Platz 11 |   |             |         |
| Neuseeland        | – | Deutschland | 09 : 11 |
| Spiel um Platz 9  |   |             |         |
| Brasilien         | – | Niederlande | 02 : 11 |

### Viertelfinale
Die Viertelfinals wurden zwischen den Gruppenersten und den Siegern der Viertelfinal-Qualifikation ausgetragen.
| Russland           | – | Griechenland | 10 : 09 |
| Vereinigte Staaten | – | Spanien      | 10 : 06 |
| Ungarn             | – | Kanada       | 11 : 09 |
| Australien         | – | Italien      | 12 : 08 |

### Platzierungsspiele (Platz 5–8)
Die Platzierungen wurden unter den Verlierern der Viertelfinals ausgespielt.
| Qualifikation    |   |         |         |
| Griechenland     | – | Italien | 09 : 10 |
| Spanien          | – | Kanada  | 06 : 09 |
| Spiel um Platz 7 |   |         |         |
| Griechenland     | – | Spanien | 09 : 11 |
| Spiel um Platz 5 |   |         |         |
| Italien          | – | Kanada  | 07 : 03 |

### Halbfinale
| Vereinigte Staaten | – | Ungarn     | 10 : 09 |
| Russland           | – | Australien | 09 : 12 |

### Finals
| Spiel um Platz 3 |   |                    |         |
| Russland         | – | Ungarn             | 09 : 08 |
| Finale           |   |                    |         |
| Australien       | – | Vereinigte Staaten | 05 : 06 |

### Platzierungstabelle
| Platz | Land                | Athletinnen | Trainer             |
| ----- | ------------------- | --- | ------------------- |
| 1     | Vereinigte Staaten  | Elizabeth Armstrong, Patricia Cardenas, Kameryn Craig, Natalie Golda, Alison Gregorka, Brittany Hayes, Jaime Hipp, Ericka Lorenz, Heather Petri, Moriah van Norman, Brenda Villa, Lauren Wenger, Elsie Windes                                                                                                  | Guy Baker           |
| 2     | Australien          | Gemma Beadsworth, Nikita Cuffe, Suzannah Fraser, Hadley Gemma, Taniele Gofers, Kate Gynther, Amy Hetzel, Bronwen Knox, Emma Knox, Alicia McCormack, Melissa Rippon, Rebecca Rippon, Mia Santoromito | Greg McFadden       |
| 3     | Russland            | Olga Fomischewa, Nadeschda Glysina, Sofia Konuch, Marija Kowtunowskaja, Jekaterina Pantjulina, Natalia Ryschowa-Alenitschewa, Natalia Schepelina, Jelena Smurowa, Jewgenia Sobolewa, Walentina Woronzowa, Alena Wylegschanina, Jekaterina Zubaschewa, Anastasia Zubkowa                                        | Alexander Klejmenow |
| 4     | Ungarn              | Tímea Benkő, Fruzsina Brávik, Henrietta Brávik, Barbara Bujka, Anett Tímea Győre, Patrícia Horváth, Anikó Pelle, Ágnes Primász, Mercedes Stieber, Orsolya Takács, Eszter Anita Tomaskovics, Ágnes Valkai, Krisztina Zantleitner                                                                                | Gábor Godova        |
| 5     | Italien             | Francesca Biancardi, Silvia Bosurgi, Chiara Brancati, Elisa Casanova, Tania Di Mario, Giulia Enrica Emmolo, Teresa Frassinetti, Elena Gigli, Martina Miceli, Maddalena Musumeci, Cinzia Ragusa, Martina Schiavon, Erzsebet Valkai                                                                              | Mauro Maugeri       |
| 6     | Kanada              | Krystina Alogbo, Joëlle Bekhazi, Alison Braden, Cora Campbell, Tara Campbell, Emily Csikos, Whynter Lamarre, Sandra Lize, Katrina Monton, Dominique Perreault, Marina Radu, Rachel Riddell, Christine Robinson                                                                                                 | Patrick Oaten       |
| 7     | Spanien             | Patricia del Soto Traver, Elisabeth Gazulla Blanco, María Del Carmen García Godoy, Blanca Gil Sorlí, Irene Hagen del Poyo, Cristina López Aliaga, Miriam López-Escribano Jara, Laura López, Ona Messeguer, Cristina Pardo Perarnau, Anna Pardo Perarnau, Jennifer Pareja, Maria del Pilar Peña                 | Mar Sanroma         |
| 8     | Griechenland        | Stavroula Antonakou, Alkisti Avramidou, Angeliki Gerolymou, Sofia Iosifidou, Kelina Kantzou, Eleni Kouvdou, Stavroula Kozompoli, Liosi Kyriaki, Georgia Lara, Evangelia Moraitidou, Aikaterini Oikonomopoulou, Antigoni Roumpesi, Maria Tsouri                                                                 | Kiriakos Iosifidis  |
| 9     | Niederlande         | Mieke Cabout, Daniëlle de Bruijn, Meike de Nooy, Rianne Guichelaar, Biurakn Hakhverdian, Noeki Klein, Simone Koot, Jorieke Oostendorp, Alette Sijbring, Yasemin Smit, Iefke van Belkum, Gillian van den Berg, Ilse van der Meijden                                                                             | Robin van Galen     |
| 10    | Brasilien           | Cecilia Canetti, Manuela Canetti, Marina Canetti, Luiza Carvalho, Viviane Costa, Flávia Fernandes, Andrea Henriques, Fernanda Lissoni, Amanda Oliveira, Tess Oliveira, Camila Pedrosa-Freire, Melina Teno, Ana Carolina Vasconcelos                                                                            | Roberto Ghiappini   |
| 11    | Deutschland         | Simone Budde, Claudia Blomenkamp, Katrin Dierolf, Carmen Gelse, Linda Gerritsen, Theresa Klein, Monika Kruszona, Nadine Kunz, Lina Rohe, Ariane Rump, Claudia Schönitz, Nina Wengst, Mandy Zöllner | Bernd Seidensticker |
| 12    | Neuseeland          | Olivia Colebourne, Emily Cox, Rebecca Donoghue, Carina Harache, Kirsten Hudson, Amy Logan, Kelly Mason, Rebecca McGuinness, Mandy Roberts, Anna Sieprath, Francesca Snell, Roberta Stewart, Kimberley Sumich                                                                                                   | Paul Monney         |
| 13    | Kasachstan          | Jekaterina Garijewa, Marina Gritsenko, Tatiana Gubina, Assel Jakajewa, Natalia Krassilnikowa, Oxana Makajewa, Tatiana Ponomarjowa, Galina Ritowa, Jekaterina Schischkowa, Anna Subkowa, Irina Tolkunowa, Julia Tsnamenskaja, Alexandra Zarkowa                                                                 | Andrei Sazikin      |
| 14    | Volksrepublik China | Gao Ao, Teng Fei, Mo Fengmin, Ma Huanhuan, Sun Huizi, He Jin, Yang Jun, Qiao Leiying, Zheng Xu, Sun Yating, Wang Yi, Tan Ying, Sun Yujun | Pan Shenghua        |
| 15    | Kuba                | Yanelis Andrew, Yeliana Bravo, Yamira Caballero, Yunieska Diago, Lisandra Frómeta, Adriana Garlobo, Cheila Gómez, Danay Gutiérrez, Leyanis Gutiérrez, Hirovis Hernández, Olga Soler, Neldys Truffin, Mairelis Zunzunequi                                                                                       | Francisco Trueba    |
| 16    | Puerto Rico         | Mirelis Arocho Salgado, Adlin Belen Ojeda, Angelica Marie Garcia, Estefanía Laboy, Carla Martinez Colomer, Paola Medina Montero, Alejandra Ortiz Irizarry, Amanda Ortiz Irizarry, Angélica Ortiz Irizarry, Cristina Ortiz Irizarry, Anaid Ralat Nazario, Mairim Rosario Lebrón, Francheska Beatriz Salib Lopez | Antonio Pereles     |